# Pluto Secret Society
Pluto Secret Society (en hangul, 플루토 비밀결사대; romanización revisada, Peulluto bimilgyeolsadae) (también conocida en español como: Pluto: Agencia Secreta de Detectives) es un drama infantil que se emitió en EBS desde el 7 de febrero de 2014 hasta el 23 de mayo de 2014.

## Sinopsis
Un drama infantil sobre 4 niños detectives que resuelven los problemas, que ocurre en su vecindario, basado en ideas infantiles y un poder de razonamiento sobresaliente.

## Reparto[2]

### Reparto principal
- Kim Ji-min como Kang Ha Ra.
- Yoon Chan-young como Lee Woo Jin.
- Tang Joon Cantó como Lee Seo Jin.
- Hong Tae Ui como Choi Dong Youg.
- Park Si-eun como Jin Sun Mi.

### Reparto secundario
- Kim Myung Soo como Kang Suk.
- Kim Hyun Chul como Lee Sang Shik.
- Kim Na Young como Oh Eun Hee.
- Heo Jung-min como Choi Ki Chan.
- Uhm Hyun-kyung como Song Soo Ji.
- Jo Yang Ja como Francesca.
- Choi Min Sung como Maestra Mamá.

### Cameos
- Kim Heung Gook como investigador principal (episodio 1).
- Park Joon Soo (episodio 1).
- Oh Man Suk como el detective colega de Choi Ki Chan (episodio 4).
- Lee Jong Hyuk como el ex colega de Kang Suk.
- Min Do-hee como la clienta de la tienda de conveniencia.
- Kim Jung San como trabajadora a tiempo parcial en una tienda.
- Lee Joo Hyun como Lee Young Gook.
- Bang Eun-hee como vendedora de seguros.